# Sophie Blum-Lazarus

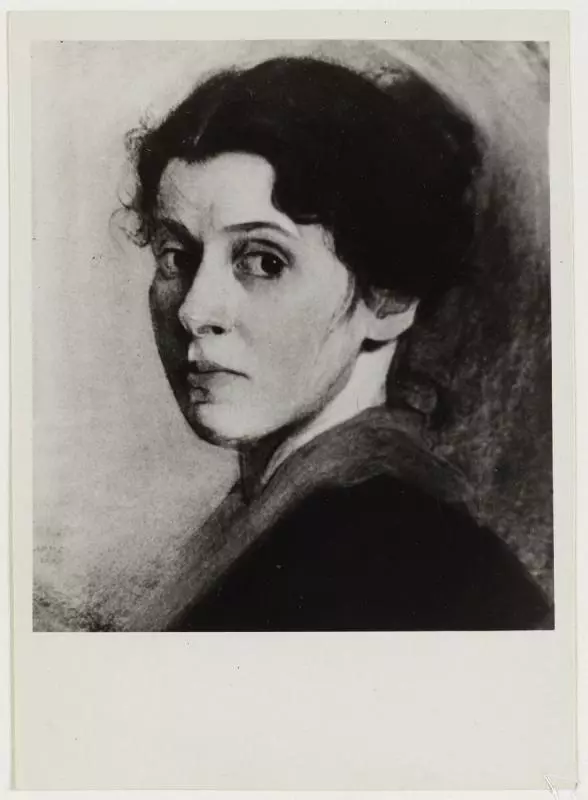
Sophie Blum-Lazarus Selbstporträt

Sophie Blum-Lazarus (* 15. Juli 1867 in Stuttgart; † 3. August 1944 in Auschwitz) war eine deutsch-französische Landschafts- und Puppenmalerin.

## Biographie
Sophie Blum-Lazarus wurde am 15. Juli 1867 als zweite Tochter des Möbelfabrikanten Adolf Lazarus in eine jüdische Familie in Stuttgart geboren. Ihre Mutter war Johanna Astruk. Sie hatte noch zwei jüngere Brüder und eine jüngere Schwester. In den Folgejahren zog die Familie nach Frankfurt am Main, wo Sophie am 12. Oktober 1905 den ebenfalls in Frankfurt wohnenden Kaufmann Daniel Blum heiratete, der am 12. Juli 1872 in Thann im Oberelsass geboren wurde. Zu ihrer künstlerischen Ausbildung gibt es widersprüchliche Aussagen. Der Journalist Heinz Schnabel schreibt 1908 in der Zeitschrift Ost und West, „dass sie sich in Paris bildete und dort die entscheidenden Anregungen empfing; ihr bestes und eigenstes allerdings hat sie selbständig, autodidactisch erworben“. Dagegen berichtet der Publizist Hersh Fenster in seiner Biographiesammlung von 1951 zu 84 Künstlerinnen und Künstlern, die vor den Nazis nach Paris geflüchtet sind und nach dem Einmarsch der Wehrmacht in Frankreich von den Nazis ermordet wurden, dass Sophie Blum-Lazarus zunächst an der Staatlichen Hochschule für Bildende Künste in Frankfurt Malerei studierte, später an der Akademie der Bildenden Künste München eingeschrieben war und dort Kopien von Werken Alter Meister angefertigt habe.
Kurz nach der Hochzeit im Oktober 1905 zog sie mit ihrem Ehemann nach Paris. In der Zeitschrift Kunstchronik ist 1913 zu lesen: „Sophie Blum-Lazarus gehört ebenfalls zu den Deutschen, die durch langjährigen Aufenthalt in Paris zur französischen Kunst zu zählen sind.“ Schon 1906 stellt sie im Salon des Indépendants aus. Der Grund für den Umzug nach Paris war wohl der Militarismus, der in Deutschland mehr und mehr Fuß fasste. An eine Freundin in Paris schrieb sie: „Was hier am Werk ist, ist preußisches Deutschland, aber es ist kein gebildetes und kein kultiviertes Deutschland.“ In Paris verkehrten Sophie und ihr Ehemann Daniel in angesehenen künstlerischen und literarischen Kreisen. Im Ersten Weltkrieg kämpfte ihr Ehemann Daniel Blum in der französischen Armee gegen Deutschland. Die Kunsthistorikerin Sascha Schwabacher schreibt dazu 1936 im Gemeindeblatt für die Israelitische Gemeinde Frankfurt: „Als der Krieg ausbrach, litt sie doppelt: einmal für Deutschland, ihre Heimat, und dann für Frankreich, das Land ihres Mannes, der dort im Felde stand.“
Zwischen 1918 und 1926 zog sich die Malerin eine Krankheit zu, nach deren Heilung ihr der Arzt das Malen mit Ölfarben verbot. Sie resignierte, denn die Farben waren in dieser schlimmen Zeit ihr einziger Trost. Später begann sie dann mit Garn, Wolle und seidenen Fäden zu arbeiten. Es entstanden Stickereien, spitzen- und gobelinartige Phantasien und Wandteppiche mit originellen Ornamenten. Allerdings füllte sie diese Tätigkeit nicht aus und sie begann mit Bleistift Entwürfe zu malen, wie Häuser in üppiger Vegetation, Kinder, Tiere und Puppen, die sie dann auf weiße Leinwände übertrug und farbenfroh ausstickte. Sie tat das für sich und ihre Freunde. Als 1926 die große internationale Ausstellung für Kunst und dekoratives Kunstgewerbe in Paris stattfand, stellte sie ihre Arbeiten in einer kleinen Vitrine aus und gewann überraschend die Goldmedaille.
1937 starb Daniel Blum im Alter von 65 Jahren und wurde auf dem Friedhof Montparnasse beigesetzt. Der frühe Tod ihres Ehemanns hat Sophie hart getroffen – sie zog sich zurück, nahm nicht mehr an Ausstellungen teil und wohnte sieben Jahre lang in einem Zimmer in einer kleinen Pension. Nachts schrieb sie Briefe an ihren verstorbenen Ehemann über ihre Leiden, ihre Trauer und ihre Wünsche. Tagsüber besuchte sie sein Grab auf dem Friedhof. Später unternahm sie ausgedehnte Reisen nach Südfrankreich und Italien. Unter dem Eindruck der Judenverfolgung in Deutschland äußerte sie sich 1938 in einem Brief von einer Italienreise an ihre Freundin Simone Selz über das „tragische Schicksal ihres gepeinigten Volkes, das in alle Teile der Welt zerstreut ist und dessen Leben von Hass begleitet wird“.
Obwohl die Wehrmacht 1940 Paris eingenommen hatte, blieb Sophie Blum-Lazarus in der Stadt. Sie fühlte sich sicher, da sie inzwischen französische Staatsbürgerin war und die Stadt, in der sich das Grab ihres verstorbenen Ehemannes befand, nicht verlassen wollte. In der Nacht vom 8. auf den 9. Juli 1944 drangen zwei Angehörige der Gestapo in ihre Wohnung ein und forderten die nun 77-jährige Frau auf, sofort ihre Sachen zu packen und mitzukommen. Sophie Blum-Lazarus steckte ihre bunten Seidenstickereien und ihre Zeichnungen in die Tasche. Auf die Frage eines der beiden Gestapomänner, wozu sie das braucht, sagte sie: „Das ist mein Leben!“ In dieser Nacht wurde sie in das Durchgangslager Drancy, 20 km nordöstlich von Paris, gebracht und am 31. Juli 1944 mit dem 77. und letzten Transport, der von Frankreich nach Auschwitz-Birkenau abging, deportiert. Der Zug mit 1300 Menschen, davon 356 Kinder, kam am 3. August 1944 in Auschwitz-Birkenau an, wo alte Menschen und Kinder sofort ermordet wurden.

## Künstlerische Rezeption
Von Sophie Blum-Lazarus sind heute nur noch zwei Werke bekannt: das Selbstporträt aus jungen Jahren und die Landschaft in Schwarz-Weiß. Auch in den Kunstdatenbanken sind keine Werke von ihr zu finden, d. h. es gibt keine dokumentierten Verkäufe. Die mit Sophie Blum befreundete Kunsthistorikerin Sascha Schwabacher, die am 5. Mai 1943 im KZ Theresienstadt ermordet wurde, deutet in ihrem Artikel von 1936 an, dass die Malerin in erster Linie für Freunde und Bekannte gearbeitet hat. Vieles ist vermutlich heute in Privatbesitz. Spätestens nach dem Tod ihres Ehemannes und dem Umzug in ein Zimmer in einer kleinen Pension musste sie sich von vielen ihrer Werke trennen. Außer von Sascha Schwabacher ist noch eine kurze Beschreibung ihrer Tätigkeit bekannt, die der Berliner Kunstkritiker Joachim von Bülow in Heft 18 der Kunstchronik von 1913 veröffentlicht hat. Auch die französische Kunsthistorikerin Marianne le Morvan hat sich 2022 über Sophie Blums Arbeiten geäußert.
Von Bülow in seinem Artikel Paris auf der Juryfreien Kunstschau in Berlin von 1913 über Sophie Blum-Lazarus:
„Sophie Blum-Lazarus gehört ebenfalls zu den Deutschen, die durch langjährigen Aufenthalt in Paris zur französischen Kunst zu zählen sind. Sie beschränkt sich weise auf ein kleines Format. In ihren Pastellen sucht sie neuerdings wie Sofie Wolff die gemilderte moderne Richtung und wahrt auch hier den ihr eigenen guten Geschmack, der aus ihren Stillleben dem Kenner Pariser Salons längst bekannt ist.“
Über ihre Zeit in Frankfurt schreibt die Kunsthistorikerin Sascha Schwabacher 1936 im Gemeindeblatt für die Israelitische Gemeinde Frankfurt:
„Mit der Zeit fand sie eine kleine Gemeinde. Auch die Frankfurter Malerinnen Ottilie Roederstein und Mathilde Battenberg schätzten ihren subtilen Geschmack. Aber „die La”, wie wir sie im Freundeskreis nannten, war scheu und skeptisch trotz unseres Zuspruchs. Ihre Sehnsucht ging über das Selbsterschaffene hinaus. Sie war Romantikerin, eine schweifende Seele. So maß sie sich an den großen Meistern, erkannte die eigenen Grenzen und stellte nur selten und mit großen Hemmungen in einem Kunstsalon aus. Sie war keine sinnlich genießerische Natur, eher asketisch und auf die Erfassung der Seelenhaftigkeit einer Landschaft gerichtet. Sie suchte die vereinfachte, beruhigende Linie im flächenhaften Aufbau, die Erlösung von der Schwere des Lebens in der Kunst.“ 
Als ihr nach einer überstandenen Krankheit das Malen mit Ölfarben von ihrem Arzt verboten wurde, änderte sie ihre Arbeitstechnik:
„Da begannen ihre einsamen, verwaisten Hände mit Garn, Wolle und seidenen Fäden zu spielen. Es entstanden Formen, spitzen- und gobelinartige Phantasien, originelle Ornamentik. Aber sie genügte ihr nicht und so griff sie eines Tages wieder zärtlich zum Bleistift und entwarf Zeichnungen, kleine, sehnsüchtige Träume: silberne Häuser in südlich üppiger Vegetation, süße und drollige Kinder und Tiere, dunkles Wasser, ein Stück Horizont und Blumen. Schließlich stickte sie die Entwürfe auf weiße Leinwand mit einem Blau, das wie altes Limoges glühte, mit der ganzen, beschwingten Unschuld ihres Seins. Bildchen auf Bildchen, Nadelmalerei. Nur für sich und ihre Freunde. Mit unendlichem Fleiß und unendlicher Geduld.“ 
Die französische Kunsthistorikerin Marianne le Morvan schrieb 2022:
„Bei der Bestandsaufnahme der Künstlerinnen, die bei Berthe Weill ausgestellt haben, stieß ich auf den Namen einer Unbekannten: Sophie Blum-Lazarus. Es gibt nur ein Selbstporträt von ihr, das einen ängstlichen Blick zeigt. Sie war Malerin und fertigte Seidenkompositionen an, die von der deutschen Avantgarde geprägt waren. Sie studierte in Frankfurt Malerei und spezialisierte sich später auf Wandteppiche.“

## Werke
- Selbstporträt, Silberabzug, H. 17,9 cm - L. 12,9 cm
- Landschaft, Impression in Schwarz und Weiß auf Papier, H. 9,3 cm - B. 12,3 cm

## Ausstellungen
- Salon des Independants: alle Jahre von 1906 bis 1912 - Quelle: https://catalogue.bnf.fr/ark:/12148/cb391180107
- Salon d’Automne: 1907–1911, 1913, 1924–1927 - Quelle: https://catalogue.bnf.fr/ark:/12148/cb402335832
- Salon de la Société nationale des beaux-arts: 1908 - Quelle: https://catalogue.bnf.fr/ark:/12148/cb392658985
- Galerie Devambez (Gruppenausstellung): 1910 - Quelle: https://catalogue.bnf.fr/ark:/12148/cb420939642
- Salon de la Société des artistes décorateurs: 1927–1928, 1930-1936 - Quelle: https://catalogue.bnf.fr/ark:/12148/cb42654077c
- Salon des Tuileries: 1928–1932, 1934 - Quelle: https://catalogue.bnf.fr/ark:/12148/cb41136928q
- Galerie Zak: 1929, Nadelstichgemälde, Landschaften Südfrankreichs und Farbzeichnungen, Februar - Quelle: Dr. Marianne Le Morvan
- Galerie Berthe Weill (Gruppenausstellung): 1932 - Quelle: https://catalogue.bnf.fr/ark:/12148/cb420939642
- Galerie L. Dru, rue Montaigne, Gruppenausstellung: 1933, Januar - Quelle: Dr. Marianne Le Morvan

## Anmerkung
1. ↑  Quellen nennen auch den 16. Juli als Geburtsdatum. Diese basieren auf der Angabe im Gedenkbuch des Bundesarchivs. In der Heiratsurkunde ist jedoch der 15. Juli als Geburtsdatum vermerkt
2. ↑  Quellen nennen auch den 31. Juli als Todesdatum. Das war der Tag, an dem der Transport in Drancy abging. Ankunft in Auschwitz war der 3. August